# Nowe Bieliny
Nowe Bieliny (prononciation : [ˈnɔvɛ bjɛˈlinɨ]) est un village polonais de la gmina de Nowe Miasto nad Pilicą dans le powiat de Grójec de la voïvodie de Mazovie dans le centre-est de la Pologne.
Il se situe à environ7 kilomètres à l'ouest de Nowe Miasto nad Pilicą (siège de la gmina), 37 kilomètres au sud-ouest de Grójec (siège du powiat) et à 74 kilomètres au sud-ouest de Varsovie (capitale de la Pologne).
Le village possède approximativement une population de 120 habitants en 2006.

## Histoire
De 1975 à 1998, le village appartenait administrativement à la voïvodie de Radom.